# Notobuxus madagascarica
Notobuxus madagascarica är en buxbomsväxtart som först beskrevs av Henri Ernest Baillon, och fick sitt nu gällande namn av Henry Phillips. Notobuxus madagascarica ingår i släktet Notobuxus och familjen buxbomsväxter. Inga underarter finns listade i Catalogue of Life.